# Ichneumon cerinthius
Ichneumon cerinthius là một loài tò vò trong họ Ichneumonidae.